# Nina Hudáková
Nina Hudáková (* 8. April 2004 in Košice) ist eine slowakische Eishockeyspielerin. Ihr Bruder Filip Hudák ist ebenfalls Eishockeyspieler.

## Karriere
Bereits in der Saison 2017/18 debütierte Nina Hudáková für Ice Dream Košice aus ihrer Heimatstadt in der höchsten slowakischen Eishockeyliga für Frauen. Mit ihrer Mannschaft spielte sie dabei gegen den Abstieg, der aber verhindert werden konnte. In der darauffolgenden Saison wechselte sie innerhalb der Liga und spielte für die Popradské líšky. Nachdem sie mit ihrer Mannschaft in der Hauptrunde den zweiten Platz belegt hatte, erreichte man in den Playoffs das Finale. Dort konnte man sich im Best-of-Five-Modus mit 3:1 gegen den MHK Martin durchsetzen. Nina Hudáková kam dabei in allen vier Spielen zum Einsatz und konnte ein Tor vorbereiten sowie ein Tor selbst erzielen. Trotz des Meistertitel entschied sie sich erneut zu einem Wechsel und schloss sich dem ŽHK Šarišanka Prešov an. Nachdem die Saison 2019/20 nach 20 Spieltagen, wo sie mit ihrer Mannschaft auf dem zweiten Tabellenplatz rangierte, wegen der COVID-19-Pandemie abgebrochen wurde, wurde in der darauffolgenden Saison nur ein Spieltag absolviert. In der Saison 2021/22, die nur aus einer Hauptrunde bestand, erreichte Nina Hudáková mit ihrer Mannschaft den zweiten Tabellenplatz hinter Popradské líšky. Zwischen 2018 und 2022 war sie parallel für die männliche U16-Mannschaft des HC Košice in der höchsten slowakischen Liga dieser Altersklasse aktiv.
Zur Saison 2022/23 ging sie in die USA, wo sie die Hoosac School in der Stadt Hoosick im Bundesstaat New York besucht und für die Mannschaft der Schule spielt. Nach zwei Jahren schloss sie die High School ab und wechselte an die Wilkes University. Für die Universitätsmannschaft, die Wilkes University Colonels, spielt sie Eishockey in der Division III der National Collegiate Athletic Association.

### International
Für die U18-Weltmeisterschaft 2019 wurde Nina Hudáková erstmals für die slowakische U18-Nationalmannschaft nominiert und konnte dort mit ihrer Mannschaft die Division IA gewinnen. Damit stieg die slowakische Mannschaft in die Top-Division auf. Bei der U18-Weltmeisterschaft ein Jahr später, die um den Jahreswechsel 2019/20 in der slowakischen Hauptstadt ausgespielt wurde, durfte sie die Slowakei erneut vertreten. Trotz des Heimvorteiles konnte die slowakische Mannschaft den Abstieg in die Division IA nicht verhindern. Im selben Jahr wurde Nina Hudáková vom Slovenský olympijský a športový výbor für die Olympischen Jugend-Winterspiele 2020 in Lausanne nominiert. Mit der slowakischen Mannschaft konnte sie beim Turnier, das in der Vaudoise aréna in Prilly ausgetragen wurde, hinter Japan und Schweden die Bronzemedaille gewinnen.
Nachdem 2021 die U18-Weltmeisterschaft aufgrund der COVID-19-Pandemie abgesagt worden war, wurde Nina Hudáková für die U18-Weltmeisterschaft 2022 nominiert. Weil die Weltmeisterschaft aufgrund der COVID-19-Pandemie nicht wie üblich im Januar stattfand, sondern erst im Juni, spielte die slowakische Mannschaft weiterhin in der Top-Division, da man die aufgrund des Russischen Überfalls auf die Ukraine ausgeschlossene russische Mannschaft ersetzte. Nina Hudáková und ihre Mannschaft konnten nicht nur den Klassenerhalt erreichen, sondern sie qualifizierten sich auch für die Finalrunde. Dort unterlag man sowohl im Viertelfinale Kanada als auch im Spiel um den fünften Platz Tschechien und beendete den Wettbewerb auf dem sechsten Platz.

## Erfolge und Auszeichnungen
- 2019 Aufstieg in die Top-Division bei der U18-Frauen-Weltmeisterschaft der Division IA
- 2020 Bronzemedaille bei den Olympischen Jugend-Winterspielen